# Gephyromantis decaryi
Gephyromantis decaryi is een kikker uit de familie gouden kikkers (Mantellidae). De soort werd voor het eerst wetenschappelijk beschreven door Fernand Angel in 1930. De soort behoort tot het geslacht Gephyromantis. De soortaanduiding decaryi is een eerbetoon aan Raymond Decary.

## Leefgebied
De kikker is endemisch in Madagaskar. De soort komt voor in het zuidoosten van het eiland en leeft in de subtropische bossen van Madagaskar op een hoogte van 700 tot 1050 meter. De soort komt ook voor in nationaal park Ranomafana.

## Synoniemen
- Mantidactylus decaryi (Angel, 1930)